# Cistercienserordenen
Cistercienserordenen er en gren af Benediktinerordenen, der har navn efter moderklostret Cîteaux (Cistercium) ved Dijon, stiftet 1098 af Robert de Molesme (Robert fra Champagne), som ville reformere benediktinerne.
Hans efterfølger, Alberich, fik pavelig stadfæstelse på klostret og skrev Instituta monachorum Cisterciensium, hvori der påbydes streng opfyldelse af Benedikts regel samt en brun ordensdragt; denne ombyttedes senere med en hvid kappe med sort skapular og kapusse. Efter Alberichs død 1109 blev englænderen Stephan Harding abbed i Citeaux. Livet der blev under ham så hårdt, at ingen turde træde ind, men så kom 1112 den hellige Bernhard af Clairvaux med 30 venner, og Bernhardinerne, som de nu ofte kaldtes, voksede med rivende fart. 1150 talte man 343 abbedier og i midten af 14. århundrede 700.
Carta caritatis, der fik pavelig stadfæstelse 1119, er ordenens grundlov. Abbeden i Citeaux, der valgtes af sit klosters munke og døtreklostrenes abbeder, stod i spidsen for hele ordenen; men øverste instans var det årlige generalkapitel, der kunne afsætte selve generalabbeden.
Cisterciensernes videnskabelige betydning er mindre, men arkitektur, lægekunst, tonekunst og landbrug står i stor gæld til dem. Deres kirkebygninger er nogle af gotikkens betydeligste mindesmærker. Deres avlsgårde var middelalderens landbrugsskoler.
I Danmark indførtes ordenen af ærkebiskop Eskil, der var ven med abbed Bernhard. Første danske og nordiske cistercienserkloster var Clara Sylua i det tidligere Älleköpinge Sogn (sv) i Skåne, grundlagt i 1138 af munke fra Citeaux. Ordenen blev den betydeligste klosterorden i Danmark, hvor den bl.a. havde Løgumkloster, Øm Kloster, Tvis, Vitskøl, Esrum Kloster, Sorø Kloster, samt Holme Kloster (Brahetrolleborg gods i dag)